# Massakren i Kunming 2014
Massakren i Kunming var et terrorangreb, der fandt sted 1. marts 2014 om aftenen på jernbanestationen i Kunming, hovedstaden for Yunnan-provinsen i det sydvestlige Kina. Angrebet kostede 35 mennesker livet.